# Abbazia di San Vito (Vicenza)
L'abbazia di San Vito, formata da chiesa e monastero, era situata a Vicenza nei pressi del fiume Astichello, nel luogo in cui nella prima metà dell'Ottocento fu costruito il cimitero acattolico. L'abbazia era sorta in un momento imprecisato dell'Alto Medioevo e fu demolita nel 1552.

## Storia

### Epoca medioevale
Durante l'Alto Medioevo, probabilmente verso la fine del IX secolo o l'inizio del X, l'abbazia benedettina di San Vito - un santo molto venerato da questi monaci e il cui nome ricorre molto frequentemente nei luoghi in cui essi si insediarono - fu eretta su un modesto dosso formato da depositi alluvionali in riva al fiume Astichello e poco al di fuori della città di Vicenza. È probabile che i monaci avessero bonificato il terreno circostante, paludoso e soggetto alle piene dell'Astico prima e dell'Astichello poi, un'area ancor oggi bassa e con una falda acquifera molto superficiale. La chiesa e il monastero erano ubicati presso il fiume, nel luogo in cui oggi vi è il Cimitero acattolico.
Il più antico documento che riguarda l'abbazia attesta che Ugo di Provenza e suo figlio Lotario di Arles - nel periodo in cui erano associati come re d'Italia e quindi tra il 931 e il 941 - la donarono al vescovo di Vicenza; tale donazione è confermata dal Diploma di Corrado II il Salico nel 1026. Secondo lo storico vicentino Giovanni Mantese essa era dipendente dall'abbazia dei Santi Felice e Fortunato, ma ciò risulta poco credibile, perché al tempo della donazione San Felice non era ancora stata ricostruita dopo le incursioni degli Ungari e nel Privilegium del 983, con il quale il vescovo Rodolfo assegnava e restituiva una notevole quantità di terreni e di beni a quest'ultima abbazia, quella di san Vito non viene citata.
Essendo collocata al di fuori delle mura cittadine (la cinta altomedievale era tutta a ovest del fiume Bacchiglione), la chiesa aveva il fonte battesimale – a differenza delle chiese situate entro le mura, che dovevano battezzare in cattedrale - e la cura d'anime su un ampio territorio, esteso fino alla pieve di Santa Maria di Bolzano Vicentino.
Verso la fine del XII secolo però chiesa e monastero erano già stati abbandonati dai benedettini, tanto che nel 1186 il vescovo Pistore cedette gli stabili ai canonici della cattedrale i quali, a loro volta, li concessero allo Studio universitario che si formò nel 1204 a Vicenza; gli studenti si fecero carico di ricostruire la chiesa. Nel 1209 però lo Studio se ne andò dalla città e l'abbazia rimase ai monaci Camaldolesi, che ne erano divenuti assegnatari nel 1206. Nel 1243 il capitolo della cattedrale investì in perpetuo il priore di tutto il terreno posseduto dall'abbazia nella coltura della città di Vicenza, contro il canone annuo di 20 soldi.
Sembra che nel 1278 i monaci abbiano rinvenuto un crocefisso ligneo, proveniente dalla chiesa di Settecà di Forni di Valdastico, che era stato trasportato fin nei pressi di Vicenza dalla piena del fiume Astico. Nonostante le recriminazioni degli abitanti di Forni, i camaldolesi se lo tennero ed esso seguì sempre la sede parrocchiale, per cui fu spostato successivamente nelle chiese di Santa Lucia, di Santa Maria in Araceli e infine nella chiesa di Cristo Re.
Con il passare del tempo la chiesa di San Vito divenne sempre meno agibile e così nel 1314 i monaci acquistarono un edificio più vicino alla città e al suo posto costruirono un oratorio dedicato a santa Lucia.
Nel 1370, per iniziativa di Cansignorio della Scala, per rinforzare le difese costituite dagli spalti e dal fossato già esistenti, fu costruito il tratto delle mura che racchiuse i cinque borghi della città che si trovavano a oriente del ponte degli Angeli. L'erezione delle mura inglobò nella città la parte più popolosa e benestante del borgo di San Vito e la parte che ne rimase fuori da allora fu chiamata borgo di Santa Lucia.

### Epoca moderna
Nella prima metà del Quattrocento - come avvenne per la maggior parte dei monasteri benedettini - l'abbazia visse un periodo di decadenza morale e materiale che portò al successivo allontanamento di due priori. Nel 1446 papa Niccolò V decise di aggregare l'abbazia di San Vito al monastero di San Giovanni della Giudecca e, sessant'anni più tardi, essa fu unita alla congregazione di San Michele di Murano.
Nel 1509, ai tempi della Lega di Cambrai, in previsione della costruzione di nuove fortificazioni, la Repubblica di Venezia ordinò l'abbattimento dell'abbazia di San Vito e i camaldolesi dovettero trasferire il monastero e la parrocchia, che nel frattempo era stata loro affidata, nella chiesa di Santa Lucia, che essi avevano costruito nel 1433 e nella quale l'altare maggiore era stato consacrato a san Vito. Poiché il progetto delle fortificazioni in realtà fu abbandonato, l'effettiva demolizione della chiesa di San Vito venne dilazionata e avvenne nel 1552; le macerie vennero impiegate per la costruzione del campanile di Santa Lucia.